# San Esteban en Monte Celio (título cardenalicio)
San Esteban en Monte Celio es un título cardenalicio de la Iglesia Católica. Es también conocido como San Esteban en Girimonte, San Esteban Rotondo (por la forma de su iglesia), San Esteban en Querquetulano (debido a su proximidad a un roble) y San Esteban capite Africæ (debido a su proximidad una antigua calle llamada Caput Africæ). 
Aparece registrado en el Concilio de Roma del 1 de marzo de 499, así como en todos los posteriores. Durante el pontificado de Gregorio Magno absorbió al título de San Mateo en Merulana, aunque tras su muerte quedaron nuevamente separados. En el catálogo de Pietro Mallio, elaborado bajo el pontificado del papa Alejandro III, aparece vinculado a la basílica de San Lorenzo Extramuros, en la que sus sacerdotes celebraban misa.

## Titulares
- Marcello (494 - ?)
- Benedetto (993 - antes del 1010)
- Benedetto (c. 1010 - antes del 1012)
- Crescenzio (1012 - ?)
- Ugo (o Ugone) (1062 - ?)
- Sasso dei conti di Segni (c. 1117 - 1136)
- Martino Cybo (o Guasino, o Suasinus), O.Cist. (1132 - 1143)
- Raniero (17 de diciembre de 1143 - 1144 ?)
- Villano Gaetani (diciembre de 1144 - 29 de mayo de 1146)
- Gerardo (o Bernardo, o Gherardo) (1150 - antes del 1159)
- Gérard (c. 1170 - 1176 fallecido)
  - Gero (1172), pseudocardenal del antipapa Calixto III
- Vibiano Tommasi (19 de septiembre de 1175 - 1185 ?)
- Giovanni (Salernitanus?), O.S.B.Cas. (septiembre de 1190 - 1208)
- Robert Curson (o de Corzon, o Cursonus) (18 de febrero de 1212 - 6 de febrero de 1219)
- Pierre Arnaud de Puyanne, O.S.B.Clun. (15 de diciembre de 1305 - 4 de septiembre de 1306)
- Michel du Bec-Crespin (23 de diciembre de 1312 - 30 de agosto de 1318)
- Pierre Le Tessier, C.R.S.A. (20 de diciembre de 1320 - abril de 1325)
- Pierre de Montemart (18 de diciembre de 1327 - 14 de abril de 1335)
- Beato Raimondo di Montfort (o Ramon), O. de M. (1338 - 19 de enero de 1339)
- Guillaume d'Aure, O.S.B.Clun. (enero de 1339 - 3 de diciembre de 1353)
- Élias de Saint-Irier (o Saint Yrieux), O.S.B.Clun. (23 de diciembre de 1356 - 1363)
- Guillaume d'Aigrefeuille, O.S.B.Clun. (12 de mayo de 1367 - 13 de enero de 1401)
- Guglielmo di Capua (1384 - 23 de julio de 1389)
- Angelo Cino (o Ghini Malpighi) (19 de septiembre de 1408 - 21 de junio de 1412)
  - Pierre Ravat (o Rabat), C.R.S.A. (22 de septiembre de 1408 - 1417), pseudocardenal del antipapa Benedicto XIII
  - Pierre de Foix, O.F.M. (1414 o 1415 o 1417 - 14 de marzo de 1431, pseudocardenal del antipapa Juan XXIII
  - Jean Carrier (22 de mayo de 1423 - 1437), pseudocardenal del antipapa Benedicto XIII
- Vacante (1431 - 1440)
- Regnault de Chartres (o Renaud) (8 de enero de 1440 - 4 de abril de 1444)
- Jean Rolin (3 de enero de 1449 - 22 de junio de 1483 fallecido)
- Giovanni Giacomo Schiaffinati (15 de noviembre de 1483 - 17 de noviembre de 1484); in commendam (17 de noviembre de 1484 - 9 de diciembre de 1497)
- Vacante (1497 - 1503)
- Jaime de Casanova (12 de junio de 1503 - 4 de junio de 1504)
- Antonio Pallavicino (o Antoniotto), in commendam (1504 - 1505)
- Antonio Trivulzio senior, C.R.S.Ant. (1 de diciembre de 1505 - 4 de enero de 1507)
- Melchior von Meckau (5 de enero de 1507 - 3 de marzo de 1509)
- François Guillaume de Castelnau de Clermont-Lodève (2 de mayo de 1509 - 18 de diciembre de 1523)
- Bernhard von Cles (16 de mayo de 1530 - 30 de julio de 1539)
- David Beaton (9 de septiembre de 1539 - 29 de mayo de 1546)
- Giovanni Girolamo Morone (25 de febrero de 1549 - 11 de diciembre de 1553)
- Giovanni Angelo de' Medici (11 de diciembre de 1553 - 20 de septiembre de 1557)
- Fulvio Giulio della Corgna, O.S.Io.Hier. (20 de septiembre de 1557 - 18 de mayo de 1562)
- Girolamo da Correggio (5 de mayo de 1562 - 14 de mayo de 1568)
- Diego de Espinosa (20 de agosto de 1568 - 5 de septiembre de 1572)
- Zaccaria Dolfin (15 de abril de 1578 - 17 de agosto de 1579)
- Matteo Contarelli (9 de enero de 1584 - 29 de noviembre de 1585)
- Federico Cornaro (15 de enero de 1586 - 4 de octubre de 1590)
- Antonio Maria Sauli (14 de enero de 1591 - 19 de febrero de 1603)
- Giacomo Sannesio (25 de junio de 1604 - 19 de febrero de 1621)
- Lucio Sanseverino (30 de agosto de 1621 - 25 de diciembre de 1623)
- Bernardino Spada (9 de agosto de 1627 - 22 de mayo de 1642)
- Juan de Lugo, S.J. (2 de mayo de 1644 - 17 de octubre de 1644)
- Giovanni Giacomo Panciroli (28 de noviembre de 1644 - 3 de septiembre de 1651)
- Marcello Santacroce (12 de marzo de 1652 - 19 de diciembre de 1674)
- Bernardino Rocci (15 de julio de 1675 - 2 de noviembre de 1680)
- Raimondo Capizucchi, O.P. (22 de septiembre de 1681 - 3 de marzo de 1687)
- Francesco Bonvisi (14 de noviembre de 1689 - 25 de agosto de 1700)
- Vacante (1700 - 1712)
- Giovanni Battista Tolomei, S.J. (11 de julio de 1712 - 19 de enero de 1726)
- Giovanni Battista Salerni, S.J. (20 de febrero de 1726 - 30 de enero de 1729)
- Camillo Cybo (28 de marzo de 1729 - 8 de enero de 1731)
- Antonio Saverio Gentili (19 de noviembre de 1731 - 10 de abril de 1747)
- Filippo Maria de Monti (10 de abril de 1747 - 17 de enero de 1754)
- Fabrizio Serbelloni (22 de julio de 1754 - 21 de marzo de 1763)
- Pietro Paolo Conti (21 de marzo de 1763 - 14 de diciembre de 1770)
- Lodovico Calini (4 de marzo de 1771 - 9 de diciembre de 1782)
- Vacante (1782 - 1786)
- Nicola Colonna di Stigliano (24 de julio de 1786 - 30 de marzo de 1796)
- Vacante (1796 - 1805)
- Etienne-Hubert de Cambacérès (1 de febrero de 1805 - 25 de octubre de 1818)
- Vacante (1818 - 1834)
- Francesco Tiberi Contigliano (1 de agosto de 1834 - 28 de octubre de 1839)
- Vacante (1839 - 1845)
- Fabio Maria Asquini (24 de abril de 1845 - 21 de septiembre de 1877)
- Manuel García Gil (21 de septiembre de 1877 - 28 de abril de 1881)
- Paul Ludolf Melchers (30 de julio de 1885 - 14 de diciembre de 1895)
- Sylwester Sembratowicz (25 de junio de 1896 - 4 de agosto de 1898)
- Jakob Missia (14 de diciembre de 1899 - 23 de marzo de 1902)
- Lev Skrbenský Hříště (9 de junio de 1902 - 24 de diciembre de 1938)
- Vacante (1938 - 1946)
- Jozsef Mindszenty (22 de febrero de 1946 - 6 de mayo de 1975)
- Vacante (1975 - 1985)
- Friedrich Wetter, (desde el 25 de mayo de 1985)